# Nadzsva Ganem
Nadzsva bin Laden (arabul: نجوى غانم, született: Nadzsa Ganem, angol átiratban: Najwa Ghanhem 1960. körül –) szír származású nő, Oszáma Bin Láden szaúd-arábiai terrorvezér első felesége és elsőfokú unokatestvére. Umm Abdallah néven is ismerik, mivel Oszámától született első fiúgyermeke Abdallah bin Láden volt.

## Életútja
1960 körül született Szíriában Ibrahim Ganem és Nabiha Ossmann lányaként. Apja testvére Oszáma bin Láden édesanyja, Hamida al-Attas.
- 1974-ben ment férjhez az akkor 17 éves Oszáma bin Ládenhez a szír Latakia településen. A párnak tizenegy gyermeke született:
  - Abdallah bin Láden (Szaúd-Arábia, Dzsidda 1976-)
  - Abdul Rahman bin Láden (Szaúd-Arábia, Dzsidda 1978-)
  - Szaad bin Láden (Szaúd-Arábia, Dzsidda 1979-)
  - Omar bin Láden (Szaúd-Arábia, Dzsidda 1981-)
  - Oszman bin Láden (Szaúd-Arábia, Dzsidda 1983-)
  - Mohamed bin Láden (Szaúd-Arábia, Dzsidda 1985-)
  - Fatima bin Láden (Szaúd-Arábia, Medina 1987-)
  - Iman bin Láden (Szaúd-Arábia, Dzsidda 1990-)
  - Ladin bin Láden (más néven Bakr) (Szaúd-Arábia, Dzsidda 1993-)
  - Ruhaija bin Láden (Afganisztán, Dzsalalabad 1997-)
  - Nour bin Láden (Szíria, Latakia 1999-).

Sógornője, a svájci Carmen Dufour 2004-es könyvében úgy írja le, mint egy nagyon szerény, alázatos, erősen vallásos nő, aki állandóan terhes volt. Abu Jandal állítása szerint férjét követve ő maga is Szudánba, majd Afganisztánba költözött, de 2001. szeptember 11. előtt már elköltözött onnan, és máig sem tért vissza. A család egyik közeli barátja, Hutaifa Azzam 2005-ben Damaszkuszban élt fiával, Abdul Rahmannal. 2009-ben Omar nevű fiával társíróként közreműködött a Growing Up bin Laden: Osama's Wife and Son Take Us Inside Their Secret World című könyvben, melyben beavatták az olvasókat családjuk hétköznapjaiba. 2010-ben Iman nevű lányával visszaköltöztek Szíriába. 2011-ben a család egyik közeli barátja szerint Nadzsva édesanyja, Nabiha sokkot kapott és elhunyt, mikor napvilágra kerültek veje haláláról a hírek.

## Fordítás
- Ez a szócikk részben vagy egészben  a   Najwa Ghanhem című angol Wikipédia-szócikk fordításán alapul.  Az eredeti cikk szerkesztőit annak laptörténete sorolja fel. Ez a jelzés csupán a megfogalmazás eredetét és a szerzői jogokat jelzi, nem szolgál a cikkben szereplő információk forrásmegjelöléseként.